# Honório Augusto José Ferreira Armond
Honório Augusto José Ferreira Armond, segundo barão de Pitangui (Barbacena, 1819 — Juiz de Fora, 11 de abril de 1874), foi um nobre brasileiro.
Casado com Maria José Ferreira Armond, foi agraciado barão, era oficial da Imperial Ordem da Rosa e comendador da Ordem de São Gregório o Magno, de Roma.